# Ashikaga Yoshikazu
Ashikaga Yoshikazu (足利 義量?   27 de agosto de 1407 - 17 de marzo de 1425) fue el quinto shōgun del shogunato Ashikaga y gobernó entre 1423 y 1425 en Japón. Fue el hijo del cuarto shogun Ashikaga Yoshimochi.
Su padre abdicó a favor de él en 1423 cuando tenía dieciséis años, no obstante sólo pudo gobernar por dos años, antes de morir. Dado que murió sin dejar sucesor se tuvo que esperar cuatro años para elegir a su tío Ashikaga Yoshinori como el próximo shogun.
| Predecesor: Ashikaga Yoshimochi | Shogun Ashikaga 1423 - 1425 | Sucesor: Ashikaga Yoshinori |

- Datos: Q465901
- Multimedia: Ashikaga Yoshikazu / Q465901